# Hesionidae
Hesionidae é uma família de poliquetas de vida livre, pertencentes à subordem Nereidiformia, pequenos anelídeos marinhos, distribuídos pelo planeta.

## Caracterização
Na família Hesionidae, encontramos animais marinhos de pequeno porte, mais comumente encontrados próximo à costa, na areia, lama ou substratos mais consolidados, embora também podem ser encontrados, mais raramente, em regiões de mar profundo. São animais particularmente abundantes no Oceano Antártico e algumas espécies são encontradas em bacias oceânicas mais específicas, às vezes associados a recifes.
São, em sua maioria, animais dióicos, ou seja, apresentam sexos separados; porém espécies hermafroditas também foram registradas. Assim como outros poliquetas, se reproduzem de forma sexuada, por meio de fecundação externa e desenvolvimento indireto. Suas larvas se alimentam de organismos do plâncton. Quando adultos, são formas frágeis - o que dificultou muito os estudos sobre o grupo ao longo dos anos-, porém de comportamento ativo, sendo facilmente irritáveis, atacando ao se sentirem ameaçados, principalmente pelo toque. Além disso, possuem hábitos carnívoros e onívoros, algumas vezes são comensais.

## Morfologia

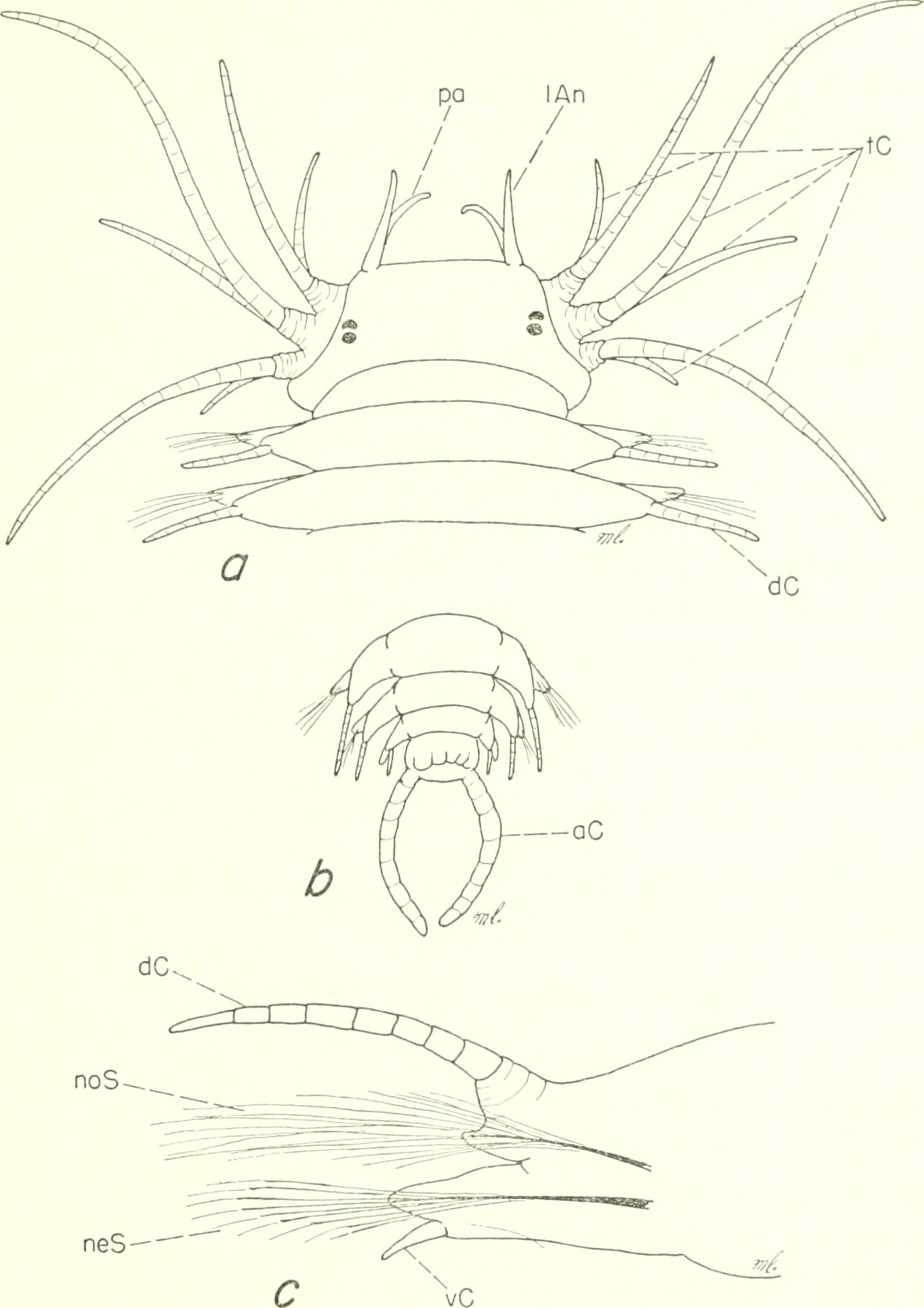
Microphthalmus aberrans. A. Vista dorsal extremidade anterior. B. Vista dorsal da extremidade posterior. C. Parapódio. pa: palpo. lAn: antena lateral. mAn: antena mediana. tC: cirro tentacular (peristomial). dC: cirro dorsal/notocirro. vC: cirro ventral/neurocirro. noS: notocerdas. neS: neurocerdas. aC: cirro anal. Por:

Tal como os demais anelídeos, são invertebrados com corpo segmentado e simetria bilateral. Como já citado, em  Nereidiformia, os indivíduos apresentam prostômio e peristômio distintos e os Hesionidae, com seus corpos muitas vezes de cores vibrantes, não são uma exceção. Por constituírem um grupo muito diverso entre si, apresentam diversos padrões morfológicos como veremos a seguir.
Suas larvas são trocóforas ciliadas, cujos cílios atuam na locomoção, captura de alimento e também tem função sensorial. Outras famílias de anelídeos também apresentam larvas desse tipo; em Hesionidae, elas são de um tipo conhecido por monotrocofóra, pois apresentam apenas uma banda ciliar, o prototóquio.
As larvas passam por um processo de metamorfose, passando à fase adulta. A metamorfose é um processo que altera a forma do organismo, caracterizando um desenvolvimento indireto. Os adultos de Hesionidae apresentam um prostômio distinto, bem definido, oval ou quadrangular, com até 4 olhos, 2 ou 3 antenas e dois palpos, que podem ser biarticulados.

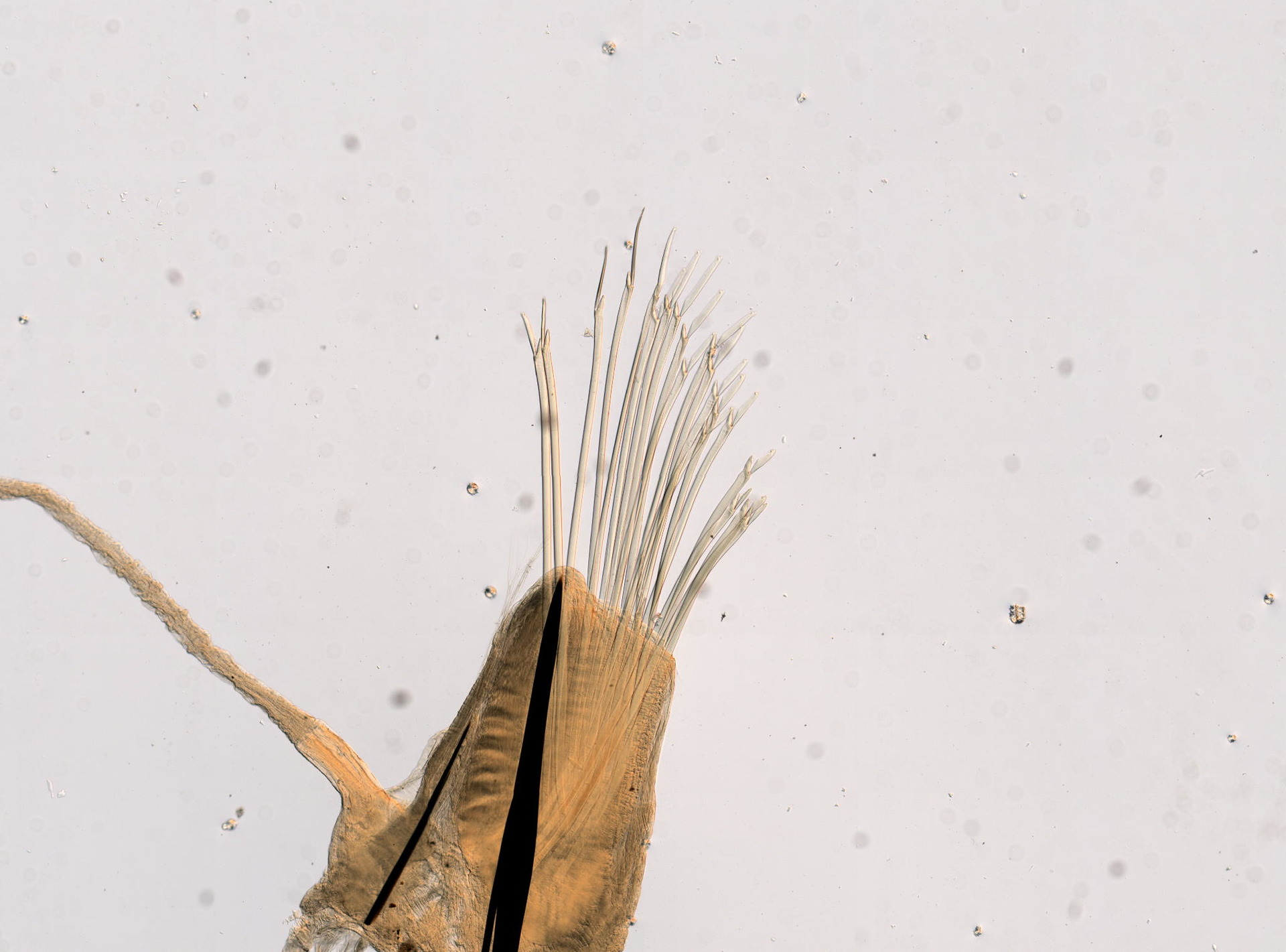
Parapódio preservado de Hesionidae. Fotografia por: Daniel J. Drew

O peristômio apresenta quatro pares de cirros peristomiais. Cirros dorsais podem ser longos ou curtos, mas os cirros ventrais são sempre mais curtos do que eles. A boca é ventral a faringe é eversível, muscularizada e pode haver um par de mandíbulas. Seu pigídio apresenta um ânus e um par de cirros anais. Os parapódios podem ser tanto unirremes quanto birremes.

## Diversidade

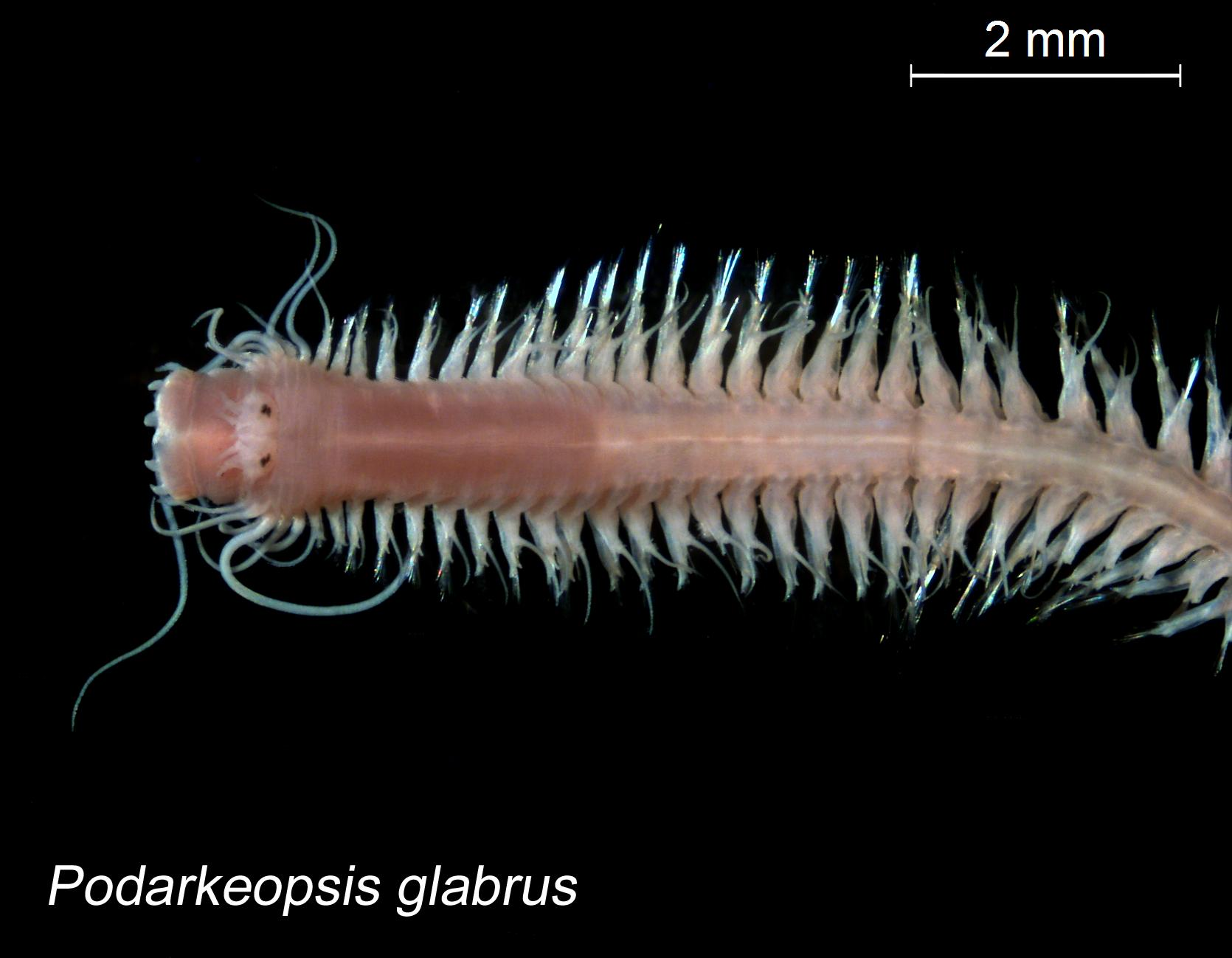
Podarkeopsis glabrus. Ficam evidentes segmentação, faringe evertida, com papilas na margem anterior, olhos, cirros tentaculares (peristomiais) e parapódios.

De acordo com o World Register of Marine Species, Hesionidae apresenta 444 espécies descritas válidas, divididas em pouco mais de 60 gêneros.
É hipotetizado tanto que tenham descendido de um ancestral com ampla distribuição no passado, mas cujas populações tenham sido isoladas em áreas restritas, ou ainda de ancestrais que tenham migrado para a Antártida, após o período de glaciação daquele continente.